# BMW Championships 1983
BMW Championships 1983 — жіночий тенісний турнір, що проходив на відкритих трав'яних кортах Devonshire Park в Істборні (Велика Британія). Належав до Світової чемпіонської серії Вірджинії Слімс 1983. Тривав з 13 до 19 червня 1983 року. Перша сіяна Мартіна Навратілова здобула титул в одиночному розряді й отримала за це 23 тис. доларів США.

## Фінальна частина

### Одиночний розряд
Мартіна Навратілова —  Венді Тернбулл 6–1, 6–1
- Для Навратілової це був 8-й титул в одиночному розряді за сезон і 78-й — за кар'єру.

### Парний розряд
Мартіна Навратілова /  Пем Шрайвер —  Джо Дьюрі /  Енн Гоббс 6–1, 6–0
- Для Навратілової це був 14-й титул за сезон і 166-й — за кар'єру. Для Шрайвер це був 1-й титул за рік і 41-й — за кар'єру.

## Розподіл призових грошей
| Дисципліна       | П       | F       | ПФ     | ЧФ     | 1/8    | 1/16 | Попер. коло |
| Одиночний розряд | $23,000 | $12,000 | $6,100 | $3,100 | $1,600 | $825 | $450        |